# Taku Tsumugi
Taku Tsumugi (紡木 たく, Tsumugi Taku) est née le 2 aout 1964 à Yokohama, dans la préfecture de Kanagawa, au Japon. C'est une dessinatrice et auteur japonaise de bande dessinée.

## Œuvre
- Machibito (待ち人?), 1982
- Ano natsu ga umi ni iru (あの夏が海にいる?), 1983
- Tsukue o stage ni (机をステージに?), 1985
- Hot Road (ホットロード?), 1986–1987
- Matataki mo sezu (瞬きもせず?), 1988–1990
- Jun (純?), 1991
- Kanashimi no machi (かなしみのまち?), 1994
- My Gardener (マイ ガーデナー?), 2007

## Sources
- (en + de + fr + ja) Masanao Amano, Manga Design, Cologne, Taschen, coll. « Mi », 15 mai 2004, 576 p., 19,6 cm × 24,9 cm, broché (ISBN 978-3-8228-2591-4, présentation en ligne), p. 332-335édition multilingue (1 livre + 1 DVD) : allemand (trad. originale Ulrike Roeckelein), anglais (trad. John McDonald & Tamami Sanbommatsu) et français (trad. Marc Combes)